# برايان مكلارين
برايان مكلارين (بالإنجليزية: Brian McLaren)‏ هو كاتب أغاني أمريكي، ولد في 1956.

## وصلات خارجية
- برايان مكلارين على موقع ميوزك برينز (الإنجليزية)
- برايان مكلارين على موقع إن إن دي بي (الإنجليزية)